# کوردوتومی

نحوه انجام عمل کورودوتومی

کوردوتومی (یا جراحی کوردوتومی) نوعی عمل جراحی است که بر روی شاخه‌های مخصوص درد در نخاع انجام می‌شود تا درد و توانایی درک حرارت را در ناحیه‌ای منتخب در نخاع غیرفعال کند. این روش معمولاً در بیمارانی انجام می‌شود که به دلیل سرطان یا سایر بیماری‌های غیرقابل علاج درد شدیدی دارند. کوردوتومی آنترولترال برای تسکین درد یک طرفه و جسمی مؤثر است در حالیکه ممکن است برای درد احشایی یا دو طرفه، کوردوتومی دو طرفه لازم باشد.

## اندیکاسیون
کوردوتومی برای بیمارانی انجام می‌شود که درد شدید و غیرقابل تحملی دارند، دردی که معمولاً ولی نه همیشه به دلیل وجود سرطان ایجاد می‌شود. کوردوتومی به علت برگشت‌ناپذیری و تهاجمی بودن، منحصراً برای دردهایی استفاده می‌شود که درمان سطح ۳ تعریف‌شده در نردبان درد سازمان جهانی بهداشت (یعنی استفاده از مواد افیونی عمده مانند مرفین) برای تسکین آنها ناکافی باشد. کوردوتومی به ویژه برای درد ناشی از سرطان‌های مرتبط با آزبست مانند مزوتلیومای جنبی و صفاقی استفاده می‌شود.

## روش جراحی
اغلب کوردوتومی‌ها در حالت بیداری و با بی‌حسی موضعی، از طریق پوست، با فلوروسکوپی یا هدایت سی‌تی اسکن انجام می‌شوند. راه نخاعی-تالاموسی به‌طور معمول در سطح C1-C2 جدا می‌شود.
کوردوتومی باز، که نیاز به لامینکتومی (برداشتن بخشی از یک یا چند مهره) دارد، تحت بیهوشی عمومی انجام می‌شود و زمان بهبودی در آنها طولانی‌تر و خطر عوارض جانبی از جمله ضعف دائمی نیز بیشتر است. با این وجود، کوردوتومی باز بعضی اوقات در مواردی که کوردوتومی از راه پوست قابل انجام نیست، به ویژه در کودکان یا سایر بیمارانی که قادر به همکاری نیستند، به کار می‌رود. در کوردوتومی باز، جراحی از طریق قفسه سینه انجام می‌شود تا مسیر نخاعی که عضلات تنفسی را کنترل می‌کنند در معرض خطر قرار نگیرند.

## عوارض جانبی
کوردوتومی می‌تواند در تسکین درد بسیار مؤثر باشد، اما عوارض جانبی قابل توجهی دارد. این عوارض شامل دیزستزی (احساس غیرطبیعی)، احتباس ادرار و (برای کوردوتومی دو طرفه گردن) آپنه در هنگام خواب (نشانگان کاهش دمی مرکزی یا سندرم هیپوونتیلاسیون مرکزی اکتسابی) ناشی از قطع سهوی مسیر رتیکولواسپاینال است.

## پیشینه
کوردوتومی برای اولین بار در۱۹۱۲ توسط جراحان مغز و اعصاب آمریکایی، ویلیام گیبسون اسپیلر (۱۹۳۸ – ۱۸۶۳) و ادوارد مارتین (۱۹۳۸ – ۱۸۵۹) انجام شد. به دلیل خطرهای ناشی از این جراحی، این روش به صورت نادر باقی ماند تا اینکه در ۱۹۶۵ روش از راه پوست رواج یافت. در دهه ۱۹۹۰ این روش کمتر به کار می‌رفت، بخشی به این دلیل که گزینه‌های کنترل درد در پزشکی قدری بهبود یافته بود و بخشی نیز به دلیل وجود نگرانی از عوارض جانبی آن بود. با این وجود، کوردوتومی کماکان درمانی مؤثر برای دردهای شدید در نظر گرفته می‌شود.

## روشهای جراحی جایگزین برای درد
تعدادی روشهای جراحی جایگزین در قرن بیستم توسعه یافته‌است، از جمله:
میلوتومی کمیسورال، برای درد دو طرفه ناشی از بدخیمی‌های لگن یا شکم
میلوتومی خط میانی محدود یا نقطه‌ای برای درد احشایی لگن و شکم،
سایر گزینه‌ها برای درد غیرقابل درمان که شامل جراحی باز نمی‌شود شامل کاشت پمپ داخل نخاعی (پمپ سرنگ دارو را به فضای اطراف نخاع می‌رساند) که داروهای بی‌حسی موضعی و/ یا مواد افیونی را به بیمار می‌رساند.